# 함안 장춘사 석조석가여래삼존좌상
함안 장춘사 석조석가여래삼존좌상(咸安 長春寺 石造釋迦如來三尊坐像)는 대한민국 경상남도 함안군 칠북면, 장춘사에 있는 불상이다. 2015년 6월 11일 경상남도의 유형문화재 제584호로 지정되었다.

## 지정사유
함안 장춘사 석조석가여래삼존좌상은 본존불인 석가여래와 문수, 보현보살의 협시보살로 구성된 석가삼존상으로 거의 1m에 달하는 규모에 보존상태도 매우 좋은 편이다. 다만 보관은 후보로 짐작되는데 전체적인 불상 형식과 조화롭지 못한 상태이다.
이 불상을 만든 조각승 도잠은 응혜와 승일 밑에서 작업을 하였으며, 발원문과 사적기를 중심으로 살펴볼 때 1620년을 전후하여 태어나 1650년부터 1660년대까지 보조화승으로 불상을 제작하였다. 그는 1670년대 용천사 불연의 제작이나 1688년 완주 대원사 목조지장보살삼존상과 시왕상 등을 수화승으로 제작한 것으로 보아 50대부터 불상이나 공예품 제작을 주도한 것으로 보인다. 즉 현재 남아 있는 도잠이 제작한 작품들은 불상과 불연 등이며 재료는 거의 나무로서, 불석제는 장춘사 불상이 유일하다.
이 불상은 경상도와 전라도 지역에서 활동한 도잠의 불교조각 경향과 활동에 대한 연구는 물론 17세기 중후반 불교 조각의 경향을 살펴볼 수 있는 중요한 자료이므로 ‘경상남도 유형문화재’로 지정한다.

## 참고 자료
- 함안 장춘사 석조석가여래삼존좌상 - 국가유산청 국가유산포털